# Reinhold O. Schmidt
Reinhold Schmidt (1897–1974) là một người Mỹ gốc Đức tự nhận có tiếp xúc với UFO vào năm 1957 trong thời đại liên lạc UFO của thập niên 1950 khởi đầu với George Adamski vào năm 1953. Schmidt sinh ra và lớn lên ở bang Nebraska, nơi ông dành phần lớn đời mình làm người thu mua ngũ cốc và đại lý có uy tín. Ông trở thành người tiếp xúc UFO sau khi kể về trải nghiệm của mình vào ngày 5 tháng 11 năm 1957 trong cuốn sách Edge of Tomorrow (Biên giới của ngày mai), khi đang lái xe qua khu vực nông thôn ở gần Kearney, Nebraska, ông nhận thấy một vật thể bay lớn hình xì gà đang nằm yên trên một cánh đồng. Sau đó, ông nhanh chóng được hộ tống vào bên trong phi thuyền dưới sự điều khiển của những sinh vật ngoài hành tinh trông giống y hệt con người, gồm bốn nam và hai nữ, nói thứ tiếng Đức hoàn hảo khá rõ và bảo với ông là họ đến từ Sao Thổ. "Người Sao Thổ" cũng tuyên bố là họ quan tâm đến các vệ tinh sputnik của Nga vừa được phóng ra ngoài không gian và các kế hoạch phóng vệ tinh của Mỹ.
Về sau Schmidt mang cảnh sát địa phương đến xem "địa điểm hạ cánh," nơi họ tìm thấy vết lõm sâu và một số "dư lượng màu xanh lá cây bí ẩn". Giống như George Adamski và những người khác, Schmidt cũng tuyên bố những chuyến thăm tiếp theo tới con tàu không gian ngoài Trái Đất và nhiều cuộc trò chuyện thân thiện với phi hành đoàn thông thái.  Schmidt để ý họ đã uống loại cà phê thương hiệu MJB, và cũng chở lên con tàu hình xì gà chiếc xe thể thao MG bình thường trên mặt đất mà họ dùng để chạy việc vặt và mua đồ tạp hóa. (Một bản vẽ sơ đồ nội thất của con tàu trong cuốn sách sau này của Schmidt mô tả một chiếc Volkswagen Beetle, không phải là một chiếc xe thể thao MG.) Không giống như hầu hết các tàu không gian, chiếc phi thuyền của người Sao Thổ có cánh quạt lớn ở cả hai đầu. Cuối cùng, Schmidt có được chuyến đi lên quỹ đạo trái đất, và tham quan Tàu Mẹ, gần như tất cả những người liên lạc UFO của thập niên 1950 đều báo cáo như vậy.
Schmidt đã gia nhập cùng nhóm với Wayne Sulo Aho và John Otto qua những buổi diễn thuyết nội bộ trên khắp nước Mỹ, trong vòng hai tháng từ sau lần "tiếp xúc đầu tiên" được báo cáo của ông. Không giống như đa số người tiếp xúc UFO, Schmidt dường như không quan tâm đến việc thành lập một giáo phái UFO nào khác, mặc dù người Sao Thổ để lại một thông điệp tôn giáo mang tính Anh em Vũ trụ thông thường và tiết lộ rằng họ đã ở bên cạnh để giúp Chúa Giêsu, một người Sao Kim, trong sứ mạng trên Trái Đất của ông.  
Schmidt chuyển đến Bakersfield, California, nơi ông tiếp tục trình bày các bài giảng trong vài năm tới, kể lại những trải nghiệm thế giới khác của mình và sau đó tìm kiếm những phụ nữ lớn tuổi trong số thính giả và số địa chỉ mà ông lấy được. Ông nói với họ rằng trong chuyến đi của mình trên con tàu không gian, ông đã quan sát vị trí của các mỏ khoáng sản quý giá, bao gồm một dạng tinh thể thạch anh duy nhất có thể chữa bệnh ung thư. Sau khi cạn kiệt số tiền của mình dành để mua trang web, bây giờ ông lại cần số tiền mặt nhanh chóng để bắt đầu khai thác các tinh thể và thể hiện tính chất chữa bệnh của chúng. Hầu hết những người phụ nữ mà ông ta tiếp cận nhanh chóng đều kiếm được vài nghìn đô la để hỗ trợ sứ mệnh "không gian" của ông ta. Schmidt đã thu thập số tiền gần 30.000 đô la trước khi bị bắt và kết án về tội trộm cắp xe hơi. Ít người nào biết rõ về sự nghiệp sau này của ông, ngoại trừ lần ông được thả ra khỏi tù thì liền quay trở về Nebraska.  
Năm 1963, trước khi những rắc rối pháp lý của Schmidt bắt đầu, ông đã tự xuất bản một cuốn sách nhỏ với tựa đề My Contact With the Spacepeople (Cuộc tiếp xúc người vũ trụ của tôi).  Ông cũng thúc đẩy việc thực hiện một bộ phim ngắn với kinh phí thấp, nhằm kịch tính hóa cho chuyến thăm khả nghi của ông tới con tàu không gian Sao Thổ. Bộ phim có tên gọi Edge of Tomorrow, bắt đầu bằng cảnh quay Schmidt được phỏng vấn bởi một diễn viên giống như Long John Nebel.  Trong đoạn hồi tưởng, người ta thấy chuyến thăm của ông tới tàu không gian và các cuộc trò chuyện của ông với người Sao Thổ, bao gồm thuyền trưởng "Mr. X," và hai cô gái người Vũ trụ khá là quyến rũ ăn mặc giống như Carol và Tonga trong loạt phim Space Patrol (Đội tuần tra không gian). Cuốn sách nhỏ của Schmidt đã được đổi tên thành Edge of Tomorrow cho phù hợp với bộ phim, được minh họa bằng ảnh chụp từ trong phim, và rõ ràng dự định sẽ bày bán cho các thành viên trong nhóm trước hoặc sau khi được trình chiếu công khai. Tập sách vẫn đang được in. Theo cuốn sách này, lúc đang ở trong con tàu không gian hình dạng xì gà Schmidt đã xem qua một số sổ tay ghi chép có chứa lời tiên tri dành cho Trái Đất bao gồm giai đoạn 1958–1998, "sự kết thúc của chu kỳ Trái Đất hiện tại."  Không có chi tiết nào được đưa ra và Schmidt đã không khởi động một sự nghiệp mới trong vai trò một nhà tiên tri. Schmidt rõ ràng cũng từng đọc qua nội dung cuốn sách xuất bản năm 1958 Secret Places of the Lion (Những chốn bí mật của Sư tử) của George Hunt Williamson, bởi vì ông kể lại cách mà "Mr. X" một lần đưa ông đến Đại kim tự tháp Giza, và đến một căn hầm ngầm bí mật, nơi ông có một cái nhìn nhỏ chiếc đĩa bay mà Chúa Giêsu đã từng đến với Trái Đất từ quê hương Sao Kim của ông cách đây 2000 năm và sau đó được sử dụng để trở về Sao Kim. Chính "Mr. X" đã mang chiếc đĩa trở lại để cất giấu trong Kim tự tháp.